# Uzavření
Uzavření (v anglickém originále Lockdown) je sedmnáctá epizoda z šesté řady amerického lékařského dramatu Dr. House.
Tato epizoda má 5 příběhových linek. Když je nemocnice uzavřena kvůli chybějícímu dítěti, musí všichni lékaři zůstat tam, kde jsou. Foreman a Taubem zůstanou ve spisovně, Wilson a Třináctka v jídelně hrají pravdu nebo úkol, House zůstane v místnosti s pacientem (David Strathairn) a Chase se svou bývalou bývalou manželkou Cameronovou, přičemž se Cuddyová se snaží pomoci policii lokalizovat dítě. 
Tato epizoda je jedním z mála případů, kdy House neléčí žádného pacienta. 

## Děj
Na začátku epizody otec se synem navštíví svou ženu s novorozenou dcerou. Odchází, aby koupil oběd pro svou rodinu, ale po návratu dítě chybí. Cuddyová nařizuje uzavření nemocnice. Všichni musí zůstat ve svých pokojích, dokud se nenajde dítě.

### Cameronová a Chase
Cameronová přichází do nemocnice s rozvodovými papíry a konfrontuje Chase na chodbě. Chase odmítne podepsat rozvod, dokud si spolu nepromluví o jejich manželství. Cameronová si uvědomuje, že udělala chybu v tom, že přišla za Chasem, ale když míří ven, nemocnice je uzavřena. Musí tedy v celý průběh vyšetřování strávit v těsné blízkosti.  
Chase uvězněný ve vyšetřovně si Cameronovou ji obviňuje, že opustila manželství, aniž by se snažila se k němu dostat. Jejich hádka se zhoršuje, dokud Cameronová nevykřikne, že si není jistá, jestli vůbec někdy Chase milovala. Poté, co se uklidnila, Cameronová poznamenává, že je důvodem, proč jejich manželství nefungovalo, protože ačkoli milovala Chase, je stále poznamenána, částečně kvůli emocionální zátěži, kterou prošla se svým prvním manželem.  
Cameronová a Chase se vzájemně omlouvají za neúspěšné manželství a Chase pak podepíše rozvodové papíry. 
Později začnou Cameronová a Chase společně vzpomínat na některé ze svých oblíbených vzpomínek z jejich manželství manželství; Cameronová vzpomíná na taneční lekce, které měli před svatbou, a tančí na skladbu Alison od Elvise Costella. Dají si společně polibek na rozloučenou a poté znovu využívají soukromí uzavřené nemocnice ke sexu. 

### Foreman a Taub
Mezitím je Taub ve spisovně pod záminkou hledání záznamů pacienta. Foreman vstoupí do spisovny a oba jsou v ní uzavření. Personální záznamy zaměstnanců byly přeneseny do spisovny z důvodu digitalizace, takže Taub a Foreman využívají příležitosti prohlédnout si záznamy House, ale nalézají pouze žerty, které tam House vložil, včetně falešného záznamu nezákonném odstranění penisu na pacientovi pojmenovaném Lisa Cuddyová. Foreman vytáhne lahvičku Vicodinu, kterou dříve zabavil, a oba si vezmou pilulky a věří, že jim to pomůže pochopit, jak funguje mysl jejich šéfa. Oba na sebe začnou hravě útočit a pronásledovat se. 
Když účinek Vicodinu na Taubovi a Foremanovi začíná mizet, Foreman odhaluje, že věděl o zaměstnaneckých záznamech, a před svým digitalizací se rozhodl odstranit záznam o trestném činu ve svých vlastních záznamech. Taub čte Formanovy záznamy a objevuje drobný trestný čin spáchaný během jeho vysokoškolských let. Taub předpokládá, že Foreman podváděl, protože neměl pocit, že by si zasloužil být mezi elitními lékaři. Foreman čte Taubovy záznamy, které naznačují hvězdnou ranou kariéru, něco, co Taub také chce skrýt, protože nemá pocit, že jeho kariéra naplnila svůj raný potenciál. Foreman opouští místnost, rozhodl se nezničit záznam obsahující přestupek. Poté, co Foreman opustí místnost, Taub skartuje záznam o přestupku.

### House
House se ocitne uvězněný v místnosti s umírajícím pacientem, jehož případ předtím odmítl vzít. House zpočátku nevyjadřuje lítost ani soucit s odmítnutím případu, ale zjišťuje, že pacientovi zbývá jen několik hodin života. House sdílí některé sentimentální emoce se svým pacientem, jehož jméno není nikdy odhaleno. 
Pacient odmítá Houseovu nabídku morfinu. House vyvozuje, že jelikož ho nikdo nenavštívil, je to samotář a žertem se ptá, jestli je strážcem majáku. Muž mu říká, že ve skutečnosti byl 26 let profesorem klasiky na Princetonské univerzitě. House poté usoudí, že pacient skutečně čeká, až ho někdo navštíví. 
Pacient řekne Houseovi, že čeká na svou dospělou dceru, se kterou nemluvil od jejích šesti let, která se vrací v 21:00 hodin z práce domů. Přesnou hodinu House pomáhá pacientovi zavolat jeho dceři, ale nikdo neodpovídá na telefon. Muž poslouchá hlasovou nahrávku v záznamníku své dcery, ale nezanechává jí zprávu. House si všiml pacientovy nevyváženosti a rychle si uvědomil, že muž ve skutečnosti čekal na dobu, než jeho dcera opustí svůj dům za prací, protože chtěl, aby se s ní nemusel přímo bavit. 
House toto odmítne přijmout, znovu výročí telefon a řekne pacientovi, aby „řekl, co musí říct“. Pacient zanechá poslední zprávu, že miluje svou dceru. 
Pacient poté Houseovi řekne, že je připraven přijmout Houseovu nabídku na uklidnění. Poté, co House přidává morfin, omlouvá se umírajícímu muži za to, že nepřijal jeho případ.  

### Třináctka a Wilson
Wilson a Třináctka jsou uzavřeni společně v jídelně. Protože neměli o čem mluvit, rozhodli se hrát pravdu nebo úkol. Třináctka řekne Wilsonovi, že nikdy neměla trojku a že její otec si je vědom její bisexuality a podporuje ji. Nicméně, ona se zdráhá odpovědět na některé otázky týkající se romantických vztahů, a proto ji Wilson dá ta úkol ukázat ňadra Taubovi, což popisuje jako „nejvíce idiotský úkol v životě“.  Tento úkol i přesto to splní při odchodu z nemocnice na konci epizody.  
Třináctka snadno přečte Wilsonovy odpovědi a přiměje ho, aby přiznal, že plánuje rande a zjišťuje, co ještě dělá, aniž by to House věděl. Třináctka poukazuje na to, že se Wilson také zdráhá mluvit o romantických vztazích, a proto dává Wilsonovi za úkol ukrást dolar z pokladny kavárny, protože je příliš „hodným klukem“. Wilsonovi se podaří vzít dolar, ale pak spustí poplašný zvonek pokladny. 
Třináctka se cítí provinile kvůli Wilsonově úzkosti a přiznává, že nehrála fér: přiznává, že nikdy neprozradila svému otci svou orientaci a že mu nikdy neřekla o své nemoci. 

### Cuddyová
Když se Cuddyová pokouší uklidnit matku, která je neochvějná, pacientka chce vědět, proč nejsou sestry vyslýchány. Poté, co promluvila s několika zdravotními sestrami, obrátila své podezření na nevlastního syna. Chlapec popírá, že by dítě přesunul kamkoli, ale přizná se Cuddyové že holčičku nenávidí. Cuddyová neúmyslně zjistí, že v polici nad toaletou je naskládáno více ručníků, než by měla být, a jde za sestrou, která byla dříve v té místnosti, aby si uvědomila, že sestra má řadu záchvatů a jedná "na auto-pilota" po celý den. Cuddyová, která měla podezření, že by si mohla dítě splést za špinavé ručníky, spěchá do prádelny, kde najde dítě v košíku na prádlo. 

### Epilog
V závěrečných scénách je dítě zobrazeno se svou rodinou. Chase a Cameronová leží vedle sebe, nazí, a Cameronová poznamenává, že by měla odejít. Wilson řekne Třináctce, že si udělal schůzku se svou bývalou manželkou, ale poté, co učiní prohlášení, které se neshoduje s něčím, co řekla dříve, si Wilson uvědomí možnost, že nic, co řekla, není pravda, což by bylo v souladu s její tajemnou povahou. Foreman a Taub souhlasí, že nebudou diskutovat o své noci s ostatními a Foreman odejde. Taub zůstane pozadu a skartuje část Foremanovy složky, kterou chtěl Foreman zničit. Pacient řekne Houseovi, že ho chce využít sedaci. Uzavření bylo ukončeno, ale House nadále zůstává s pacientem. Těsně před tím, než pacient ztratí vědomí, House mu řekne, že je mu líto, že se jeho případem nezabýval. Na samém konci je Taub, který dveřmi opouští nemocnici a říká „zajímavá noc“ Třináctce, když ji míjí. Třináctka ukáže Taubovi ňadra když se míjejí a plní tom jeden z Wilsonových úkolů. Taub znovu pronese „zajímavá noc.“ 

## Produkce
Kameraman Gale Tattersall použil kamery Canon EOS 5D Mark II k natáčení scény s novorozenými dětmi. Kamery jsou primárně určeny pro fotografie statických snímků, ale jsou také schopny nahrávat video. Produkční štáb pokračoval ve využívání těchto kamer  k natáčení celé sezóny.

## Kritická reakce
AV Club dal epizodě B-rating.